# Paderborn (huyện)
Paderborn (/paːdɐˈbɔʁn/) là một huyện ở phía đông North Rhine-Westphalia, Đức. Các huyện giáp ranh là Gütersloh, Lippe, Höxter, Hochsauerland, và Soest.
Paderborn đã thuộc giáo phận Giám mục Paderborn cho đến khi thuộc Phổ năm 1802. Sau chiến tranh Napoleon, Phổ đã lập tỉnh Westphalia và cũng lập 5 huyện gần trùng với diện tích của bang trước là Brakel, Büren, Höxter, Paderborn và Warburg. Năm 1975 các huyện Paderborn và Büren được hợp nhất như huyện ngày nay.

## Thị xã và đô thị
| Thị xã                                                    | Thị xã                                  | Đô thị                               |
| --------------------------------------------------------- | --------------------------------------- | ------------------------------------ |
| 1. Bad Lippspringe 2. Bad Wünnenberg 3. Büren 4. Delbrück | 1. Lichtenau 2. Paderborn 3. Salzkotten | 1. Altenbeken 2. Borchen 3. Hövelhof |